# Fridafors

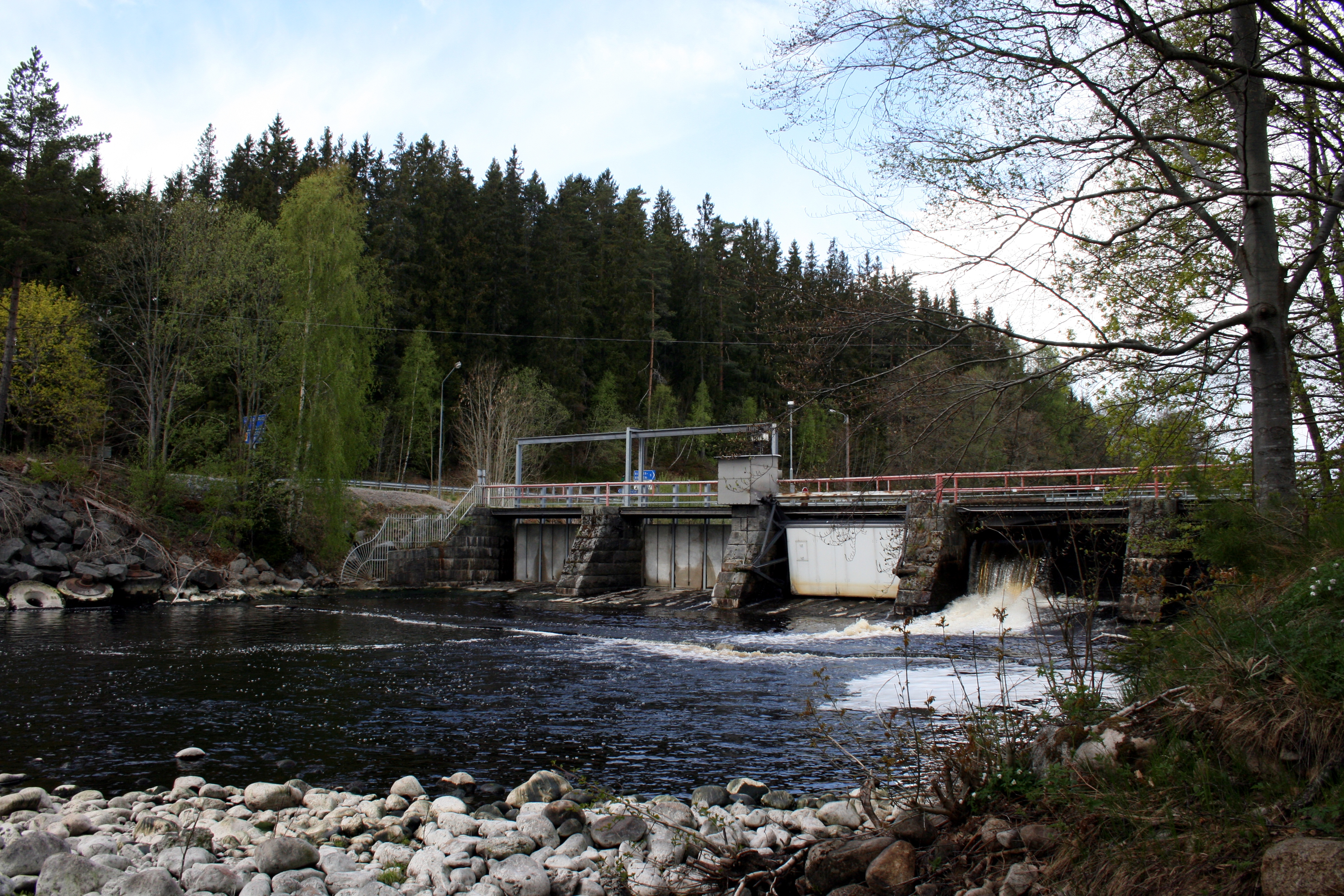
Vattenkraftverk i Mörrumsån i Fridafors.

Fridafors är en ort i Tingsryds kommun i Kronobergs län, precis vid gränsen till Blekinge län. 2015 förlorade Fridafors sin status som tätort på grund av folkmängden minskat till under 200 personer. Istället avgränsades här en småort som också omfattar ett litet område i Olofströms kommun. Genom Fridafors flyter Mörrumsån.

## Historia

### Avfolkning i bruksorten
Fridafors var en utpräglad bruksort, beroende av pappersbruket. När personalen minskade så minskade ortens befolkning. När bruket lades ner halverades befolkningen på 10 år. Småskolan lades ner 2003,, affären lades ner och slutligen även Folkets Hus. Det blev vanligt att många hus köptes upp av tyskar och danskar och användes som fritidshus. Två privata fastighetsägare satsade på att vända utvecklingen. 2012 köpte Ligit AB:s ägare Johan Gustafsson 18 lägenheter i Fridafors av kommunala bostadsstiftelsen Kommunhus. Nio var uthyrda, resten tomma. Genom annonser på Blocket hyrdes lägenheterna snabbt ut. Som syns i befolkningsstatistiken nedan räckte inte detta att vända befolkningsutvecklingen. 

#### Befolkningsutveckling
| Befolkningsutvecklingen i Fridafors 1960–2020 | Befolkningsutvecklingen i Fridafors 1960–2020 | Befolkningsutvecklingen i Fridafors 1960–2020 | Befolkningsutvecklingen i Fridafors 1960–2020 | Befolkningsutvecklingen i Fridafors 1960–2020 |
| --------------------------------------------- | --------------------------------------------- | --------------------------------------------- | --------------------------------------------- | --------------------------------------------- |
|                                               |                                               |                                               |                                               |                                               |
| År                                            |                                               |                                               | Folkmängd                                     | Areal (ha)                                    |
| 1960                                          | 1960                                          |                                               | 422                                           |                                               |
| 1965                                          | 1965                                          |                                               | 412                                           |                                               |
| 1970                                          | 1970                                          |                                               | 352                                           |                                               |
| 1975                                          | 1975                                          |                                               | 385                                           |                                               |
| 1980                                          | 1980                                          |                                               | 364                                           |                                               |
| 1990                                          | 1990                                          |                                               | 340                                           | 87                                            |
| 1995                                          | 1995                                          |                                               | 334                                           | 87                                            |
| 2000                                          | 2000                                          |                                               | 305                                           | 83                                            |
| 2005                                          | 2005                                          |                                               | 296                                           | 83                                            |
| 2010                                          | 2010                                          |                                               | 221                                           | 83                                            |
| 2015                                          | 2015                                          |                                               | 186                                           | 78#                                           |
| 2020                                          | 2020                                          |                                               | 174                                           | 76#                                           |
| Anm.: Ej tätort 2015. # Som småort.           |                                               |                                               |                                               |                                               |

### Fridafors pappersbruks historia[12]
Vid vattenfallet Bjellerforsen beläget vid Mörrumsån i Almundsryds församling i Kronobergs län, låg den lilla skogsbyn Bjellernäs. 1886 bestod byn av nio byggnader, varav två kvarnar. På platsen fanns även ett sågverk. Sammanlagt bodde 36 personer i byn. 1856  hade ett nio tunnland stort markområde längs Mörrumsån inköpts av Gustav Gråberg, innehavare av en kimröksfabrik i Granö, cirka 4 km från Fridafors. Innan affären hade avslutats kom dock Gråberg på obestånd, och det blev istället hans hustru Frida som fick träda i hans ställe. Hustrun fick ge namn åt den avstyckade fastigheten som alltså kom att benämnas Fridafors.
Gråbergs drömde om en trämassefabrik i Bjellernäs. Han förvärvade ytterligare mark och i november 1887 fick Gråberg rätt att anlägga vägar och brofäste. Gråberg behövde en kapitalstark kompanjon men avled i juni 1888 vid 52 års ålder. I oktober samma år sålde fru Gråberg egendomen till disponent G.W. Roman. 1889 sålde Roman till Fanhults Fabriks AB.
Den 1 november 1892 bildades Fridafors Fabriks AB. I februari 1893 förvärvades Fanhults Fabriks AB för 75 000 kr. I detta köp ingick fabriksområdet i Fridafors, vattenrätten i Mörrumsån, utslag från vattendomstolen samt påbörjade anläggningsområden. På nyåret 1894 var anläggningen klar och den 14 februari började produktionen av slipmassa. 1898 började man också tillverka vit handpapp. Vid denna tid var 90 personer anställda vid fabriken. År 1900 började produktionen av brun handpapp. 1903 utökades sliperiet och tre år senare installerades en torkanordning vid fabriken. Ett nytt kraftverk byggdes och 1907 elektrifierades maskindriften. Brukets första papp- och kartongmaskin, PM 1, installerades 1913 och tretton år senare 1926 togs brukets andra pappmaskin, PM 2, i bruk. Den nedre kraftstationen ombyggdes under 1930-talet och Holländeriet, där slipmassan maldes, fick nya lokaler. Vid denna tid byggdes också kontor och laboratorium.
År 1941 förvärvades bolaget av Einar Hansen från Malmö. 1943 startade företaget en ny avdelning i Malmö, DEFO, för tryck och omslag till smör och margarin. 1942 inföll brukets femtioårsjubileum men på grund av det pågående världskriget uppsköts jubileumsfirandet till 1945. 1947 installerades brukets tredje pappmaskin, PM 3. Avsikten var att på denna maskin tillverka falskartong för olika typer av emballage, men det misslyckades och istället användes maskinen till produktion av gipsskivekartong. En fjärde pappmaskin, PM 4, som installerades 1952 för tillverkning av sliphaltiga tryck, tapetpapper och färgade papper, men den avställdes efter endast fyra år.
År 1954 såldes företaget till Skogsägarnas Industri AB. På 1970-talet gick bruket med stor förlust och 1979 inleddes MBL-förhandlingar om verksamheten. 1980 beslutades att driften vid PM 3 skulle upphöra den 1 oktober 1981, men den avställdes redan i oktober 1980. Bruket ingick 1966 i koncernens emballagedivision, men blev 1983 ett självständigt företag under namnet Fridafors Bruk AB. Efter vissa investeringar, ombyggnad av PM l, kunde företaget redovisa en vinst på 4 miljoner kronor 1987. 1989 sålde Södra Skogsägarna sina tre pappersbruk - Fridafors, Lessebo och Klippan. 1992 slogs Fridafors Bruks AB samman med Klippan AB. Efter förluster lades bruket ned av Klippan AB 1999 och såldes på sommaren samma år till Göteborgsföretaget Pamir AB. Några månader senare eldhärjades bruket och försäkringsbolaget betalade ut 16 miljoner kronor i ersättning för de förstörda pappersmaskinerna. De pengarna utgjorde enligt åklagaren en stor del av plundringen av Fridafors Bruk. - "Försäkringspengarna delades upp mellan olika bolag. Exakt hur alla transaktioner gått till är svårt att följa men vi har samlat in kontoutdrag", säger åklagaren Dan Sjåstad. Pamir överlät bolaget till Husargatans Maskin AB. Här pågick försöksverksamhet för klistring av papp fram till 2001 då företaget gick i konkurs. Ett år efter Fridaforsköpet meddelades att 25 personer arbetade i lokalerna och Göteborgsföretaget ÖHMT, Övre Husargatans Maskin och Trading AB, var ny ägare.    -" Det påstods att det fanns stora planer för Fridafors Bruk men jag är mycket frågande inför om det verkligen var tänkt som någon seriös affärsverksamhet. Plundringen av Fridafors Bruk tycks ha skett enligt ett upplägg", säger åklagare Dan Sjåstad. Åklagaren hade ingen framgång i rätten. "Två av de åtalade döms för bokföringsbrott till villkorlig dom och böter på sammanlagt 12 000 kronor."

### Samhällsservice

#### Bensinmack
I Fridafors fanns en bensinmack som drevs av Thörje Persson. Han flyttade till Fridafors 1945 och köpte då en taxirörelse. År 1950 kompletterades rörelsen med en bensinpump från Shell. 1954 byggdes en smörjbrygga.  1955–1956 gjordes bensinmacken om till dubbla pumpar med tillhörande servicekiosk. I kiosken kunde man köpa serietidningar och godis förutom bilartiklar. Under samma period byggdes en ny verkstad med en smörjgrop och en serviceplats, här jobbade Thörje Persson själv fram till 1963. När denna mack försvann är okänt men 2019 sålde Q-Star bensin i Fridafors. Perssons bilfirma är grunden för dagens Fridafors Bilservice Fridafors Bilservice omsatte 2021 12,5 miljoner kronor och hade 12 anställda. Företaget kontrolleras 2021 fortfarande av Thörje Perssons anhöriga.

#### Skola
I Fridafors fanns ingen skola före 1907. Skolbarnen fick gå till Bjällerhult 4 km enkel väg. 1907 inrättades en mindre skola i Himla Pelle huset. 1919 byggdes folkskolan delvis som en följd av att det nu gick 6 årsklasser i skolan sedan 1917. Skolan fick 1919 två lärare. 1940 fick man tre och slutligen 1953 fyra lärare. 1954 gick sju årsklasser i skolan och det fanns 104 elever 1954. Det blev toppnoteringen. 1985 hade elevantalet minskat till 15 och man var en ren lågstadieskola. Lärarantalet hade reducerats till två. Skolan lyckades leva kvar till 2003 då den lades ner.

#### Bibliotek
1948 startade biblioteket i Folkets hus med 145 böcker och 400 utlån till 70 läshungriga. Det var ABF som stod för biblioteket med det var SDUK (SSU) som var initiativtagares. ABF och NTO bidrog med några böcker och av startkapitalet satsade bruket 500 kr, föreningar 300 kr och Almundsryds kommun 50 kr. 1951 flyttade biblioteket till en nedlagd skomakeriverkstad vid Skolvägen. Cirka 1960 flyttade det tillbaka till Folkets hus. Då hade bokbeståndet ökat till 723 band och nu förmedlades 1342 lån. 1964 överfördes biblioteket till kommunen och blev filial till Ryds bibliotek. 1971 vid Tingsryds kommuns bildande blev det utlåningsstation. Den höll öppet 2 timmar i veckan. 2019 hade Tingsryd bara tre bibliotek - Tingsryd, Ryd och Älmeboda.

#### Brandkår
Fridafors brandkår började som industribrandkår men 1938 införskaffades en lastbil. I slutet på 1940-talet tog kommunen över och byggde brandstation vid Fridafors skola. Personalen bestod av brandchef, 2 brandförmän och 8 brandmän. 1958 beslutade kommunen om nedläggning och brandbilen kom till Hembygdsföreningen i Ryd.

#### Bank, telefon, post och järnväg
Fridafors tillhörde området för Almundsryd sparbank som länge hade filialkontor i Fridafors. Idag finns kontor i Ryd och banken heter Sparbanken Eken och är ett samarbete mellan flera små banker i Småland och Blekinge som  startade 2007. 1888 fick Almundsryd sin första telefonförbindelse och något år senare fick Fridafors bruk nr 9 i området. 1910 fick Fridafors egen telestation. Den låg i Jeppsahuset till 1942. Då flyttade den till Sparbankens fastighet på Kyrkhultsvägen. 1963 då stationen automatiserades fanns tre anställda på stationen. Posten i Fridafors fanns på järnvägsstationen ända till nedläggningen 1978. Godstrafiken på järnvägen upphörde 1980. 1874 byggdes järnvägen som blev förutsättningen för brukets etablering på orten. Det blev en smalspårig 1067 mm bana. Stationen i Fridafors byggdes 1892 alltså 18 år efter banan. Fridafors var banans största godskund. Konkurrensen från vägtrafiken underminerade ekonomin. Efter nedläggningen stod först stationen och förföll och man väntade sig rivning. Så blev inte fallet utan den räddades av olika föreningsaktiviteter.

## Affärer
På 1890-talet öppnade fyra livsmedelsbutiker i Fridafors trots att samhället var litet med några bönder, backstugusittare och en banvakt. Man satsade för framtiden - trämassefabriken. Första handlaren hette Håkan Svensson och öppnade 1893 i fastigheten Linde. Han avflyttade 1903 till Näsum. 1895 öppnades nästa affär av Olof Pärsson i fastigheten Lindefors. Han byggde senare ytterligare två hus i samhället och flyttade affären till ett av dessa. Alla dessa Olof Pärssons hus är nu rivna. 1895 uppfördes också det så kallade Himla-Pella huset utmed Karlshamnsvägen. Där öppnade Alfred Pettersson, en religiös person, därav Himla Pella, affär som han 1917 överlät till sin son Hjalmar Pettersson (senare Bergenstam) som drev affären till 1921 då han avflyttade från orten. I huset har funnits skola, Fridafors konsumbutik 1924–1929, charkuteri, café och klädaffär. På orten har senare funnits mjölkaffärer, charkuterier, café, kiosk, pappershandel, bageri, skoaffär, hattaffär, grönsaks- och fröaffär samt fiskhandlare.

### Konsum
Konsum i Fridafors tillhörde Karlshamnsföreningen som startade 1908. Butiken i Fridafors öppnades 1924. 1929 byggde man egen affärsfastighet i samhället. 1948 hade föreningen 168 medlemmar. 1949 byggdes om med särskild mjölkbutik, och 1956 byggdes butiken om till självbetjäning. 1968 beslutade Karlshamnsavdelningen att lägga ner affären i Fridafors trots medlemmarnas protester. 1987 sålde Karlshamn även butiken i Ryd till Kronobergs konsumentförening. 

### Wäljas
Leopold Wäljas Livsmedel i Fridafors hade en lång förhistoria. Affären låg till vänster på Stationsvägen strax innan järnvägsstationen. Affären öppnades 1896 av Adam Olsson i det så kallade Jeppsahuset. 12 år senare (1908) byggde han nytt på Fridaslätt. Han innehade affären till 1914. Då tog Alfred Boklund över och drev butiken i 28 år till 1952. Då tog Leopold Wälja över till 1976. Han sålde affären men den lades ner redan 1977.

### Bycenter
1977 invigdes en affärslokal i vägkorsningen i byn med namnet Bycenter. Det var köparna av Wäljas, Haga Gran och Rolf Håkansson som öppnade i de nya lokalerna. Lokalen hade en yta på 234 m² varav 200 var affärslokal. Byggherre var kommunens stiftelse och kostnaden 670 000 kr. 1981 blev Rolf Håkansson egen ägare av butiken. 1987 överlät han den till Östen Persson. 1988 köpte Östen Persson huset av kommunstiftelsen. Men befolkningsminskningen undergrävde butiksunderlaget och affären, byns sista fick läggas ner. Sista affärslokalen togs över av Delikatessgrabbarna som här har en mindre livsmedelstillverkning. Stora delar av deras försäljning är före jul.

## Föreningar

### Folkets hus
Folkets hus-föreningen bildades den 13 augusti 1922 men först elva år senare skulle man bygga Folkets Hus. Sommaren 1934 var lokalen färdig för invigning. Bygget finansierades med andelar på 25 kr stycket och ett lån på 3000 kr. I mitten av 1950-talet fanns behov att bygga om och modernisera. Svenska Pappers Industriarbetarförbundet (SPIAF) bildade en byggnadsfond där medlemmarna avsatte en krona i månaden. Årsbeloppen utjämnades till 5000 kr och fonden överlämnades då den nått 26 000 kr. 1966 började ombyggnaden som innefattade el, värme, sanitet och målning. Ombyggnaden kostade 175 000 kr och byggnaden nyinvigdes 1967. Man hade då 4 salar om totalt 240 m², kök, toaletter och diverse mindre utrymmen. 1988 planerade man en utbyggnad av köksdelen. Under 1980-talet bedrevs ungdomsverksamhet i byggnaden, en ungdomsgård fanns i fyra år. 2011 tvingades Folkets Hus i Fridafors att ge upp verksamheten. Man sålde fastigheten till en bilfirma på orten. Folkets Husföreningen hade under ett decennium haft stora ekonomiska problem och de aktiva hade fått ligga ute med egna pengar. Föreningen var rädd för att huset skulle förfalla och sålde den till närbelägna Fridafors Bilservice. 

### Fridafors småkyrka
Invigdes i oktober 1959 efter insatser av Almundsryds församling, Frdafors Bruk, Fridafors kyrkliga sykrets och många frivilliga bidrag av ortsbor. Arkitekt till kyrkan var Anders Berglund från Rydaholm. Kyrkan uppfördes av byggmästare Yngve Schandersson, Fridafors.

### Småföreningar
Det har funnits många föreningar. Bland de viktigare är fackföreningarna, de nedan skildrade föreningarna. Badhusförening, SSU, NTO, URK, kyrkliga syföreningen, fryshusförening, fotoklubben, gymnastikföreningen och lek- och sagogruppen. På det kulturella området sångkör, musikkår, amatörteatrar och dansorkestrar. Före folkets hus var enda samlingslokalen den så kallade Paviljongen.

### Fridafors skytteförening
Föreningen bildades 23 mars 1902. Man började med 10 remingtongevär, först lånade och sedan köpta för 50 kr av försvaret. 1903 anlades en skjutbana på Karshultaslätt. 1903 inköptes en dansbana som uppfördes på Mörrumsudde. Föreningen hade sina möten i väntsalen på stationen och stationsföreståndaren var också ordförande i föreningen. Föreningen införskaffade senare mausergevär och salongsgevär. 1917 uppfördes ett hus på skjutbanan och förening fick lägga verksamheten i malpåse. Förs 1940 vaknade föreningen till liv igen och en ny skjutbana anlades vid Mörrumsån i Slättesmåla. 1944–1945 utbildades danska polistrupper där inför fredsslutet. I slutet av 1950-talet tvingades föreningen flytta på grund av kraftverksbygge vid Granö. Banan flyttades och moderniserades och nyinvigdes 4 juni 1961. 1967 bildades en jaktskyttesektion, samma år anlades även en älg och pistolbana. 1977 fick man en trapp- och harbana och 1982 en vildsvinsbana. 1986 hade föreningen 183 medlemmar.

### Fridafors Idrottsförening
Idrottsföreningen grundades 12 maj 1933 och var aktiv i 37 år. Fridafors IF, eller rättare sagt fotbollssektionen, bytte namn till BK Union efter en sammanslagning med Kyrkhults SK, 1970-12-04.. Fotbollen började som spontanfotboll cirka 1930 vid järnvägsstationen men flyttades snart till en plats söderut vid Mörrumsån som bruket upplät. Efter tre år grundades klubben med bara 12 medlemmar, 11 spelare och en lagledare. Redan första året vann laget Södra Reservlagsserien och började spela i division 2 Blekinge. 1943 förbättrades idrottsplatsen till en kostnad av 3500 kr som lånades mot borgen. 1947 lyckades man avancera till Blekinge-ettan. 1948 tog man sig till semifinal i DM i Blekinge. Under perioder har man också spelat ishockey och bordtennis. 25-årsjubileum firades på Folkets hus med uppvaktning av bland andra Almundsryds köping, Fridafors AB, Blekinge fotbollsförbund. Det gavs också ut en minnesskrift. 1968 tvingades Fridafors att lägga ner sitt representationslag. Spelarna flyttade till större klubbar. 1970 kom så sammanslagningen med Kyrkhult. 1988 hade klubben 200 medlemmar och 9 lag. Union spelade fortfarande sina matcher på Fridafors idrottsplats. 2019 hade klubben 300 medlemmar och A-laget hade avancerat från division 6 2018 till division 5, och från division 5 till division 4 2019. Vid idrottsplatsen fanns en klubbstuga som 1988 sköttes av Fridafors IF:s styrelse. Styrelsen för Fridafors IF fanns kvar längre än föreningen.

### Fridafors fritidscenter
Fritidscentret på en halvö i Mörrumsån disponerar nu även den nedlagda skolan. Där bedrivs vandrarhem, datakurser, fiskeskola  och på somrarna läger för handikappade barn. Det är skytteföreningarna som tillsammans med Fridafors IF driver anläggningen. Anläggningen har inomhusbanor för boule.